# 梅扬
梅扬（法語：Meilhan，法語發音：[mɛjɑ̃]）是法国朗德省的一个市镇，属于达克斯区。

## 地理
梅扬（43°51'49"N, 0°42'23"W）面积39.07 平方千米，位于法国新阿基坦大区朗德省，该省份为法国西南部沿海省份，是法國本土面积第二大的省，北起吉倫特省，西临大西洋，南至大西洋比利牛斯省，东临热尔省，东北与洛特-加龍省接壤。
与梅扬接壤的市镇（或旧市镇、城区）包括：康帕涅、卡尔卡雷斯-圣克鲁瓦、勒勒伊、圣马丹多内、圣亚根、苏普罗斯、塔尔塔斯。

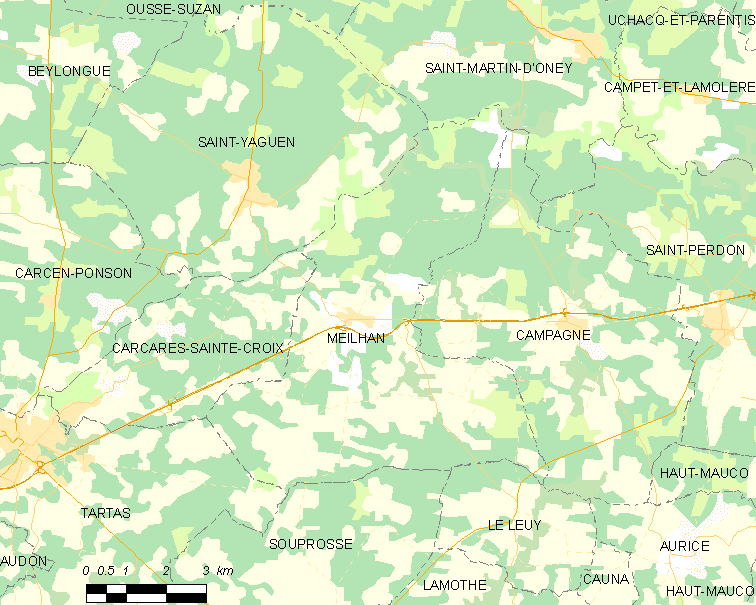
梅扬的OSM定位图

梅扬的时区为UTC+01:00、UTC+02:00（夏令时）。

## 行政
梅扬的邮政编码为40400，INSEE市镇编码为40180。

## 政治
梅扬所属的省级选区为莫尔桑克斯-塔尔塔斯地区县。

## 人口

1962-2008年间梅扬人口变化图示

梅扬于2022年1月1日时的人口数量为1206人。